# Janík
Janík (Hongaars: Jánok) is een Slowaakse gemeente in de regio Košice, en maakt deel uit van het district Košice-okolie.
Janík telt 566 inwoners.